# Kartonmodell

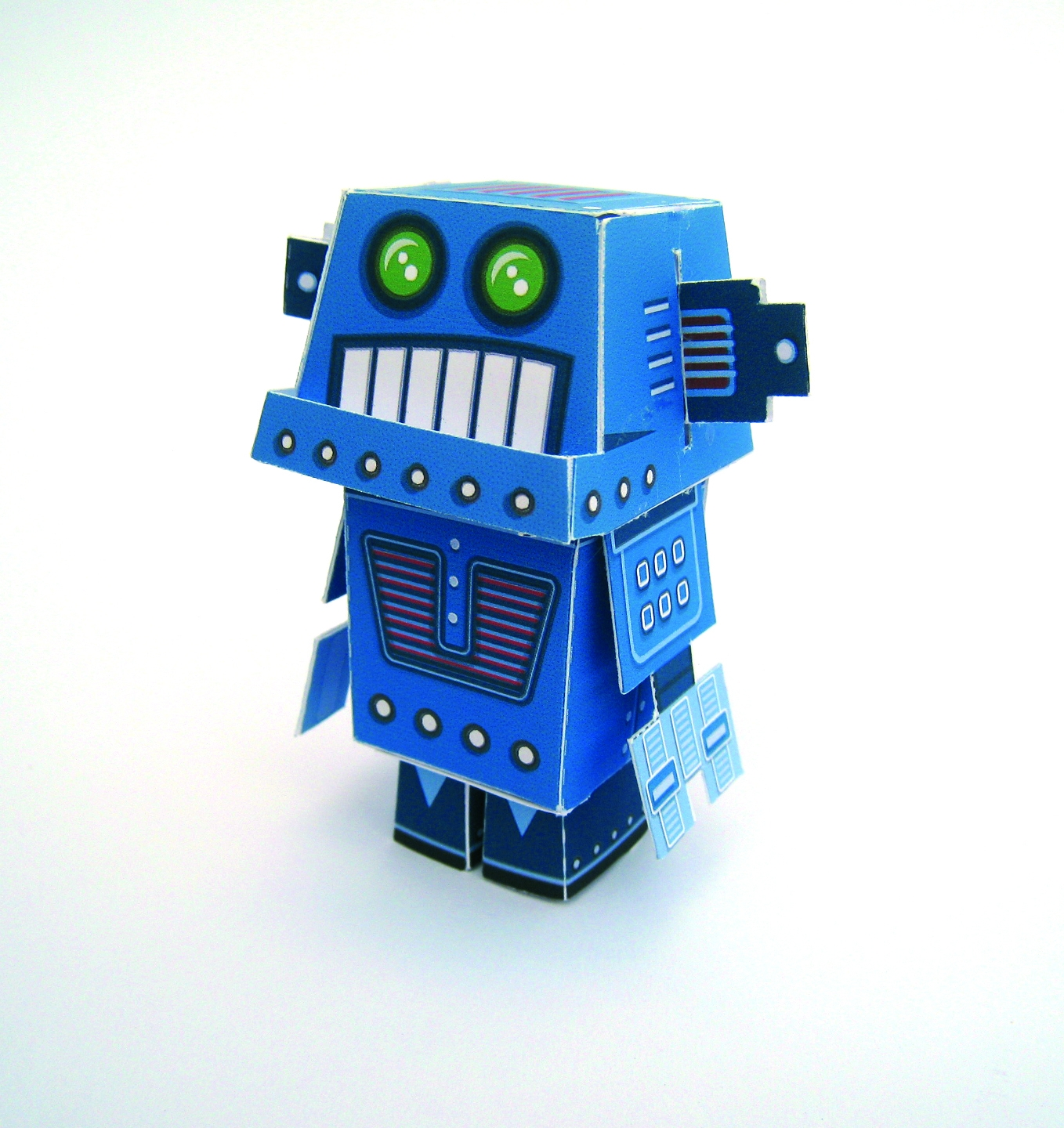
RETROBOT von Marshall Alexander, 2009

Ein Kartonmodell, auch Papiermodell, Papercraft oder Pepakura genannt, ist ein Stand- oder Funktionsmodell, das im Wesentlichen aus Karton, Pappe oder Papier besteht. Bastelbögen für den Kartonmodellbau werden in gedruckter Form von entsprechenden Verlagen vertrieben sowie zunehmend über das Internet zum Ausdruck am heimischen Drucker angeboten.

## Allgemeines
Während der Kartonmodellbau eine wechselhafte und lange Geschichte vorweisen kann, sind Papiermodelle ein recht junges Phänomen, das mit der Ausstattung von Privatwohnungen mit Computer, Internet und Drucker angefangen hat. Ausgehend von Japan haben dort die Hersteller von Druckern vor einigen Jahren damit begonnen, ihren Kunden Internetseiten mit kostenlosen Papiermodell-Downloads zur Verfügung zu stellen.
Dies hat sich rasch wachsender Beliebtheit erfreut, die Hobbybastler konnten schnell und bequem Bastelanleitungen herunterladen und diese mit Schere und Papier bearbeiten. Während die Welt der Kartonmodelle lange auf Gebäude und Fahrzeuge aller Art limitiert war, ist jene der Papiermodelle nicht mehr zu überblicken. Neben den klassischen Gebäuden und Fahrzeugen gibt es zum Beispiel Comicfiguren, Dinosaurier, Wild- wie Haustiere, Fantasiewesen, Bastelideen passend zur Jahreszeit oder zu Events, etwa Partydekoration, oder auch einfache Gegenstände des Alltags.
Mit der Entwicklung von 3D-Software und spezieller Software, die ein 3D-Modell in eine Bastelanleitung umwandelt (beispielsweise Dunreeb Cutout für macOS oder Pepakura Designer für Windows), etablierten sich neue Szenen, Bastler, deren eigentliches Hobby weniger darin besteht, eine Bastelanleitung umzusetzen, als darin, Bastelideen für andere zu entwickeln. Es entstanden – zunächst in Japan – Communities, in denen sich Fans und auch Künstler treffen, Künstler zum Beispiel Blanko-Bastelanleitungen bereitstellen, die von den Papiermodellbastlern designt werden können, und inzwischen gibt es auch im deutschsprachigen Raum verschiedene Angebote im Bereich der Papiermodelle.